# Düsseldorfer Turn- und Sportverein Fortuna 1895 2005-2006
Questa voce raccoglie le informazioni riguardanti il Düsseldorfer Turn- und Sportverein Fortuna 1895 nelle competizioni ufficiali della stagione 2005-2006.

## Stagione
Nella stagione 2005-2006 il Fortuna Düsseldorf, allenato da Uwe Weidemann, concluse il campionato di Regionalliga nord al 5º posto.

## Rosa
| N. |                        | Ruolo | Calciatore       |
| -- | ---------------------- | ----- | ---------------- |
| 1  | Germania (bandiera)    | P     | Frank Kirn       |
| 2  | Germania (bandiera)    | D     | Gerrit Bürk      |
| 3  | Germania (bandiera)    | D     | Oliver Barth     |
| 4  | Germania (bandiera)    | D     | Dirk Böcker      |
| 5  | Paesi Bassi (bandiera) | D     | Henri Heeren     |
| 7  | Belgio (bandiera)      | C     | Giuseppe Canale  |
| 8  | Germania (bandiera)    | C     | Jörg Albertz     |
| 11 | Filippine (bandiera)   | A     | Denis Wolf       |
| 12 | Germania (bandiera)    | C     | Ben Abelski      |
| 13 | Turchia (bandiera)     | A     | Engin Kizilaslan |
| 14 | Germania (bandiera)    | C     | Tim Kruse        |
| 15 | Turchia (bandiera)     | A     | Ahmet Cebe       |
| 16 | Germania (bandiera)    | D     | Julius Steegmann |

| N. |                               | Ruolo | Calciatore         |
| -- | ----------------------------- | ----- | ------------------ |
| 17 | Germania (bandiera)           | C     | Andreas Lambertz   |
| 18 | Turchia (bandiera)            | D     | Erdal Eraslan      |
| 19 | Croazia (bandiera)            | A     | Ivan Pusic         |
| 20 | Germania (bandiera)           | A     | Marcel Podszus     |
| 21 | Turchia (bandiera)            | D     | Hamza Çakır        |
| 22 | Germania (bandiera)           | P     | Patrick Deuß       |
| 23 | Polonia (bandiera)            | C     | Gabriel Czajor     |
| 24 | Serbia (bandiera)             | A     | Ermin Melunovic    |
| 25 | Polonia (bandiera)            | C     | Lukas Marzok       |
| 26 | Germania (bandiera)           | A     | Marcus Feinbier    |
| 33 | Germania (bandiera)           | P     | Dennis Prostka     |
| 28 | Macedonia del Nord (bandiera) | D     | Sinisa Nedeljkovic |
| 31 | Macedonia del Nord (bandiera) | C     | Samet Atulahi      |

## Organigramma societario
Area tecnica
- Allenatore: Uwe Weidemann
- Allenatore in seconda: Uwe Klein
- Preparatore dei portieri: Herbert Becker
- Preparatori atletici:
- Analisi video:

## Calciomercato

### Sessione estiva
| Acquisti | Acquisti           | Acquisti               | Acquisti |
| R.       | Nome               | da                     | Modalità |
| -------- | ------------------ | ---------------------- | -------- |
| A        | Marcus Feinbier    | Greuther Fürth         |          |
| C        | Jörg Albertz       | Greuther Fürth         |          |
| C        | Samet Atulahi      | SV Hilden-Nord         |          |
| D        | Oliver Barth       | Kickers Stoccarda      |          |
| C        | Giuseppe Canale    | Bocholt                |          |
| A        | Ahmet Cebe         | Schalke 04             |          |
| C        | Gabriel Czajor     | Fortuna Düsseldorf U19 |          |
| D        | Erdal Eraslan      | Uerdingen 05           |          |
| D        | Henri Heeren       | Saarbrücken            |          |
| A        | Ermin Melunovic    | Wehen Wiesbaden        |          |
| C        | Frank Scharpenberg | Verl                   |          |
| A        | Denis Wolf         | Hannover 96            |          |

| Cessioni | Cessioni           | Cessioni          | Cessioni |
| R.       | Nome               | a                 | Modalità |
| -------- | ------------------ | ----------------- | -------- |
| C        | Axel Bellinghausen | Kaiserslautern    |          |
| D        | Victor Bocchio     | Def. de Belgrano  |          |
| A        | Murat Gümüstas     | Wuppertal         |          |
| C        | Nicolaj Hust       | Vejle             |          |
| D        | Víctor Lorenzón    | Rot-Weiss Essen   |          |
| C        | Markus Lösch       | Eintracht Treviri |          |
| A        | Frank Mayer        | Chemnitz          |          |
| C        | Marcel Ndjeng      | Paderborn         |          |
| A        | Walter Otta        | Villa Dálmine     |          |
| C        | Mariano Pasini     | Temperley         |          |
| A        | Gustav Policella   | Wuppertal         |          |

### Sessione invernale
| Acquisti | Acquisti       | Acquisti       | Acquisti |
| R.       | Nome           | da             | Modalità |
| -------- | -------------- | -------------- | -------- |
| P        | Dennis Prostka | Union Solingen |          |

| Cessioni | Cessioni           | Cessioni      | Cessioni |
| R.       | Nome               | a             | Modalità |
| -------- | ------------------ | ------------- | -------- |
| P        | Carsten Nulle      | Górnik Zabrze |          |
| C        | Frank Scharpenberg | Wiedenbrück   |          |

## Risultati

### Regionalliga

#### Girone di andata
| Arbitro: | Kinhöfer |

|             |           |                        |
| Podszus 90’ | Marcatori | 54’ Feldhoff 65’ Menga |

| Arbitro: | Henschel |

|                             |           |  |
| Ohnesorge 22’ Terranova 67’ | Marcatori |  |

| Arbitro: | Metzger |

|                         |           |                                                |
| Albertz 11’ Podszus 16’ | Marcatori | 35’, 47’ (rig.), 87’ Bemben 52’ (rig.) Wehlage |

| Arbitro: | Kunsleben |

|                              |           |           |
| Böcker 44’ (aut.) Pagano 71’ | Marcatori | 54’ Pusic |

| Arbitro: | Lupp |

|                               |           |  |
| Podszus 18’ Heeren 69’ (rig.) | Marcatori |  |

| Arbitro: | Metzen |

|               |           |             |
| Feilhaber 88’ | Marcatori | 62’ Podszus |

| Arbitro: | Fischer |

|                            |           |                             |
| Heeren 49’ (rig.) Cebe 70’ | Marcatori | 34’ Schierenbeck 60’ Polenz |

| Arbitro: | Hagen |

|                         |           |                        |
| Gruev 3’ Hebestreit 90’ | Marcatori | 27’ Barth 85’ Feinbier |

| Arbitro: | Gräfe |

|            |           |                         |
| Canale 59’ | Marcatori | 13’ Schindler 30’ Grgić |

| Arbitro: | Steinhaus-Webb |

|                    |           |  |
| Schweinsteiger 90’ | Marcatori |  |

| 24 settembre 2005 11ª giornata |  | – turno di riposo |  |  |

| Arbitro: | Schriever |

|                   |           |          |
| Feinbier 14’, 60’ | Marcatori | 6’ Mehic |

| Arbitro: | Schalk |

|          |           |                     |
| Bork 35’ | Marcatori | 32’ (rig.) Feinbier |

| Arbitro: | Drees |

|                  |           |  |
| Podszus 13’, 80’ | Marcatori |  |

| Arbitro: | Bornhöft |

|  |           |                                  |
|  | Marcatori | 22’ Kruse 46’ Feinbier 57’ Çakır |

| Arbitro: | Kempter |

|             |           |  |
| Podszus 81’ | Marcatori |  |

| Arbitro: | Frank |

|  |           |                                         |
|  | Marcatori | 21’, 34’ Podszus 45’ Feinbier 79’ Kruse |

| Arbitro: | Wagner |

|                                       |           |             |
| Feinbier 48’ Lambertz 67’ Podszus 82’ | Marcatori | 49’ Ziegner |

| Arbitro: | Schriever |

|                           |           |                                                |
| Dobrý 30’ Coiner 63’, 90’ | Marcatori | 25’ (aut.) Lindemann 45’ Feinbier 50’ Lambertz |

#### Girone di ritorno
| Arbitro: | Kinhöfer |

|                                                      |           |  |
| Reichenberger 2’ Menga 33’, 70’ Wedau 77’ Heider 87’ | Marcatori |  |

| Arbitro: | Thielert |

|              |           |  |
| Lambertz 43’ | Marcatori |  |

| Arbitro: | Wack |

|                              |           |  |
| Younga-Mouhani 71’ Çalık 77’ | Marcatori |  |

| Arbitro: | Bornhöft |

|                      |           |  |
| Cebe 27’ Albertz 32’ | Marcatori |  |

| Arbitro: | Henschel |

|            |           |              |
| Meggle 47’ | Marcatori | 62’ Feinbier |

| Arbitro: | Joerend |

|           |           |               |
| Çakır 90’ | Marcatori | 90’ Fillinger |

| Arbitro: | Bippen |

|                                  |           |              |
| Rockenbach 7’ (rig.) Artmann 32’ | Marcatori | 26’ Feinbier |

| Arbitro: | Schößling |

|                                            |           |                     |
| Lambertz 71’ Podszus 77’ Heeren 90’ (rig.) | Marcatori | 28’, 78’ Brunnemann |

| Arbitro: | Hofmann |

|  |           |                      |
|  | Marcatori | 65’ Podszus 83’ Wolf |

| Arbitro: | Kuhl |

|                       |           |                             |
| Feinbier 18’ Wolf 25’ | Marcatori | 75’ Möckel 86’ (aut.) Kruse |

| 1º aprile 2006 30ª giornata |  | – turno di riposo |  |  |

| Arbitro: | Pickel |

|  |           |                          |
|  | Marcatori | 49’ Feinbier 66’ Podszus |

| Arbitro: | Maier |

|            |           |                      |
| Canale 85’ | Marcatori | 45’ (rig.) Heinzmann |

| Arbitro: | Kunsleben |

|                      |           |                               |
| Lartey 10’ Tadić 63’ | Marcatori | 12’ Albertz 59’ Wolf 89’ Cebe |

| Arbitro: | Palilla |

|           |           |  |
| Pusic 83’ | Marcatori |  |

| Arbitro: | Metzen |

|                               |           |  |
| Milde 40’ Niestroj 51’ (rig.) | Marcatori |  |

| Arbitro: | Otte |

|                                      |           |                                       |
| Wolf 3’, 62’ Feinbier 33’ Böcker 80’ | Marcatori | 30’ Baumann 40’ (rig.) Görke 61’ Lenk |

| Arbitro: | Schößling |

|                            |           |                                    |
| Ziegner 36’ Zimmermann 57’ | Marcatori | 17’ Feinbier 51’ Podszus 83’ Pusic |

| Arbitro: | Joerend |

|                                |           |  |
| Lambertz 34’, 77’ Feinbier 57’ | Marcatori |  |

## Statistiche

### Statistiche di squadra
| Competizione      | Punti | In casa | In casa | In casa | In casa | In casa | In casa | In trasferta | In trasferta | In trasferta | In trasferta | In trasferta | In trasferta | Totale | Totale | Totale | Totale | Totale | Totale | DR  |
| Competizione      | Punti | G       | V       | N       | P       | Gf      | Gs      | G            | V            | N            | P            | Gf           | Gs           | G      | V      | N      | P      | Gf     | Gs     | DR  |
| ----------------- | ----- | ------- | ------- | ------- | ------- | ------- | ------- | ------------ | ------------ | ------------ | ------------ | ------------ | ------------ | ------ | ------ | ------ | ------ | ------ | ------ | --- |
| Regionalliga nord | 60    | 18      | 11      | 4       | 3       | 34      | 21      | 18           | 6            | 5            | 7            | 27           | 28           | 36     | 17     | 9      | 10     | 61     | 49     | +12 |
| Totale            | 60    | 18      | 11      | 4       | 3       | 34      | 21      | 18           | 6            | 5            | 7            | 27           | 28           | 36     | 17     | 9      | 10     | 61     | 49     | +12 |

### Andamento in campionato
| Giornata  | 1  | 2  | 3  | 4  | 5  | 6  | 7  | 8  | 9  | 10 | 11 | 12 | 13 | 14 | 15 | 16 | 17 | 18 | 19 | 20 | 21 | 22 | 23 | 24 | 25 | 26 | 27 | 28 | 29 | 30 | 31 | 32 | 33 | 34 | 35 | 36 | 37 | 38 |
| --------- | -- | -- | -- | -- | -- | -- | -- | -- | -- | -- | -- | -- | -- | -- | -- | -- | -- | -- | -- | -- | -- | -- | -- | -- | -- | -- | -- | -- | -- | -- | -- | -- | -- | -- | -- | -- | -- | -- |
| Luogo     | C  | T  | C  | T  | C  | T  | C  | T  | C  | T  |    | C  | T  | C  | T  | C  | T  | C  | T  | T  | C  | T  | C  | T  | C  | T  | C  | T  | C  |    | T  | C  | T  | C  | T  | C  | T  | C  |
| Risultato | P  | P  | P  | P  | V  | N  | N  | N  | P  | P  |    | V  | N  | V  | V  | V  | V  | V  | N  | P  | V  | P  | V  | N  | N  | P  | V  | V  | N  |    | V  | N  | V  | V  | P  | V  | V  | V  |
| Posizione | 13 | 17 | 18 | 19 | 16 | 13 | 16 | 15 | 12 | 13 | 14 | 14 | 14 | 12 | 8  | 8  | 8  | 7  | 8  | 8  | 8  | 8  | 7  | 8  | 7  | 8  | 7  | 7  | 7  | 7  | 6  | 6  | 6  | 6  | 7  | 6  | 6  | 5  |

Legenda:

Luogo: C = Casa; T = Trasferta. Risultato: V = Vittoria; N = Pareggio; P = Sconfitta.

### Statistiche dei giocatori
| B. Abelski      | 2  | 0  | 0 | 0 |
| J. Albertz      | 22 | 3  | 3 | 1 |
| S. Atulahi      | 0  | 0  | 0 | 0 |
| O. Barth        | 26 | 1  | 6 | 1 |
| D. Böcker       | 31 | 1  | 7 | 0 |
| G. Bürk         | 6  | 0  | 3 | 2 |
| G. Canale       | 25 | 2  | 7 | 0 |
| A. Cebe         | 30 | 3  | 8 | 1 |
| G. Czajor       | 1  | 0  | 0 | 0 |
| P. Deuß         | 28 | 0  | 1 | 0 |
| E. Eraslan      | 22 | 0  | 8 | 1 |
| M. Feinbier     | 29 | 15 | 6 | 0 |
| H. Heeren       | 23 | 3  | 4 | 1 |
| F. Kirn         | 0  | 0  | 0 | 0 |
| E. Kizilaslan   | 13 | 0  | 3 | 0 |
| T. Kruse        | 32 | 2  | 6 | 0 |
| A. Lambertz     | 28 | 6  | 3 | 1 |
| L. Marzok       | 12 | 0  | 2 | 0 |
| E. Melunovic    | 18 | 0  | 1 | 0 |
| S. Nedeljkovic  | 1  | 0  | 0 | 0 |
| C. Nulle        | 8  | 0  | 1 | 0 |
| M. Podszus      | 32 | 14 | 5 | 0 |
| D. Prostka      | 0  | 0  | 0 | 0 |
| I. Pusic        | 18 | 3  | 3 | 0 |
| F. Scharpenberg | 16 | 0  | 1 | 0 |
| J. Steegmann    | 11 | 0  | 2 | 0 |
| D. Wolf         | 31 | 5  | 1 | 0 |
| H. Çakır        | 30 | 2  | 6 | 0 |